# خنجری

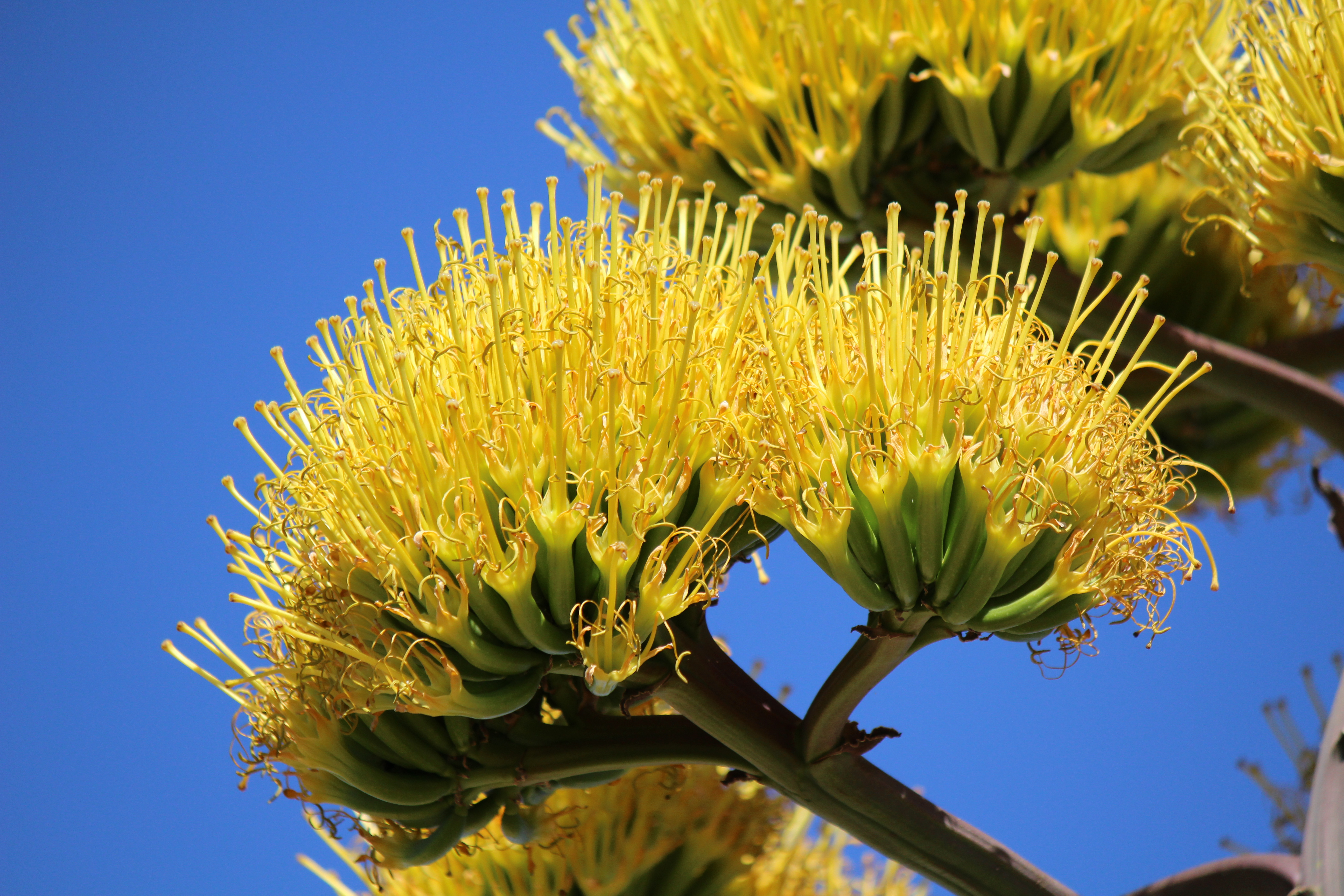
گل‌های آگاو برگ خنجری

خَنجَری یا آگاو یا آگاو قرن (نام علمی: Agave americana)، گونه‌ای چند ساله و علفی می‌باشد. جنس آگاو، شامل بیش از ۲۰۰ گونه از گیاهان چند ساله و صحرادوست بوده که دارای برگساره‌هایی دیدنی و منحصر به فرد می‌باشند. تمام این گونه‌ها از مناطق گرمسیر دنیای جدید بوده که غالباً بومی مکزیک و آمریکای مرکزی یا جنوبی می‌باشد. این گونه‌ها دارای ارزش زینتی می‌باشند و گاهی به عنوان غذا و دارو نیز به کار می‌روند. از گونه‌هایی است که در ایران و به ویژه در جنوب و مناطق شمالی، از سال‌ها پیش مورد کشت و کار قرار می‌گرفته‌است. خنجری دارای برگ‌هایی به طول ۲ متر بوده که هر کدام دارای حاشیه خاردار می‌باشند. برگ‌ها در بعضی از فرم‌ها ابلق می‌باشند.
گیاه حامل یک ساقه گل‌دهنده سنگین و سفت در انتها می‌باشد که بسیار برنده و تیز است. این گیاه گهگاه گل می‌دهد، و طول ساقه گل‌دهنده که به گل آذین دیهیم با گل‌های زرد منتهی می‌شود، به ۸ متر می‌رسد. پس از گلدهی این گیاه می‌میرد، اما پاجوش‌ها و ساقه‌های نا به جا از زیر گیاه دوباره رشد کرده و توده گیاه بازیابی می‌شود. میوه آن پوشینه است. طول عمر یک بوته آن به ۱۰ سال می‌رسد. این گیاه بومی قاره آمریکا بوده اما در حال حاضر به مناطق مختلفی از دنیا سازگاری یافته مورد استفاده قرار می‌گیرد. مناسب کشت در باغ‌های صخره‌ای و خشک منظری می‌باشد. روش تکثیر از طریق بذر و تقسیم بوته است. به علت درصد تلاقی بالا و ایجاد تفرق در دانهال‌ها بهتر است تقسیم بوته صورت پذیرد.
عادت رشدی: دارای فرم ایستاده
سرعت رشد: بین ۸/ و تا ۱ متر ارتفاع می‌گیرد.
نیاز نوری: آفتاب - بعضی از ارقام در نیمه سایه گل می‌دهند.
خاک مطلوب: بیشتر خاک‌ها را می‌پسندد، حتی در ضعیف‌ترین خاک‌ها نیز رشد می‌کند، اما در خاک غنی با کمپوست بهترین عملکرد را دارد.
نیاز آبی: مقاوم به کم‌آبی است، آبیاری منظم در تابستان.
مقاومت به سرما: تحمل سرمای سبک

## نگارخانه

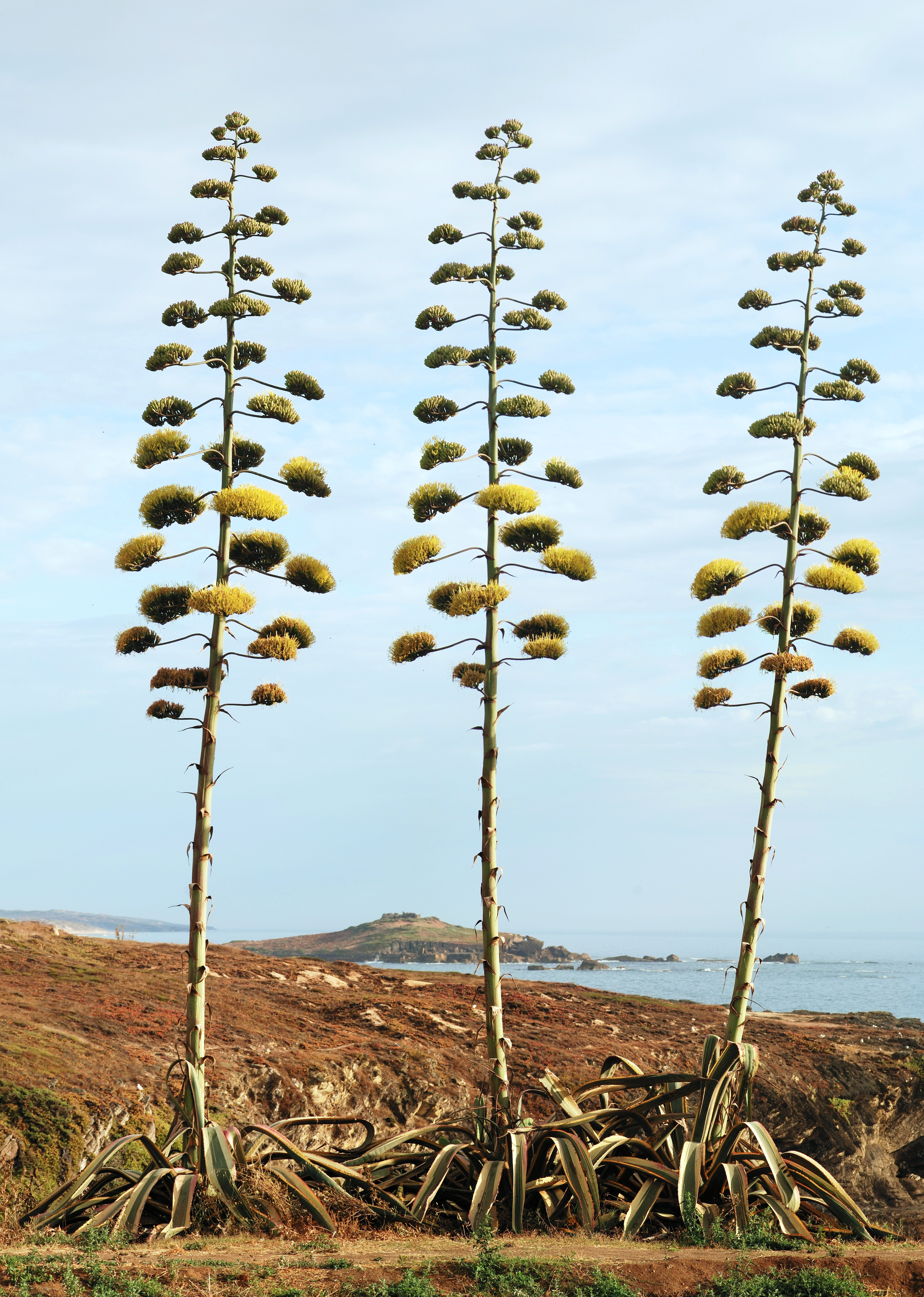